# Harharu
Harharu o Kharkharu (accadi: 𒄯𒄩𒊒, Ḫar-ḫa-ru) va ser un dels primers reis d'Assíria (el cinquè de la Llista dels reis) un dels setze esmentats com a caps tribals d'una tribu semítica nòmada «que vivia en tendes».
Hauria estat l'ancestre dels habitants de Kharkhar a Mèdia, província que va existir al període neoassiri. Els arxius de Mari descriuen com diverses tribus semítiques van passar més enllà del Tigris i després van retornar a Mesopotàmia, i sovint van deixar el seu nom als dos costats del Tigris, i se suposa que Harharu va ser un d'aquests caps tribals que va deixar el seu nom a una comarca de Mèdia. Com que la llista de reis no reclama cap parentiu entre els 15 primers, s'ha pensat que potser eren els caps tribals que units, van formar el país d'Assíria. El següent rei de la llista és Mandaru.